# Enallagma rotundatum
Enallagma rotundatum är en trollsländeart som beskrevs av Aleksandr Nikolaevich Bartenev 1929. Enallagma rotundatum ingår i släktet Enallagma och familjen dammflicksländor. Inga underarter finns listade i Catalogue of Life.